# 准宝拉格
准宝拉格(又称布拉格湖)是位于中国内蒙古自治区锡林郭勒盟苏尼特左旗赛罕高毕苏木南部的一个湖泊。其位置约为东经112°23′,北纬43°38′。湖面海拔920米，面积约2.5平方公里，主要沉积物为石盐和芒硝。准宝拉格来自蒙古语，是东边的水泉的意思。